# Metasada polycesta
Metasada polycesta är en fjärilsart som beskrevs av Turner 1902. Metasada polycesta ingår i släktet Metasada och familjen nattflyn. Inga underarter finns listade i Catalogue of Life.